# NGC 1667

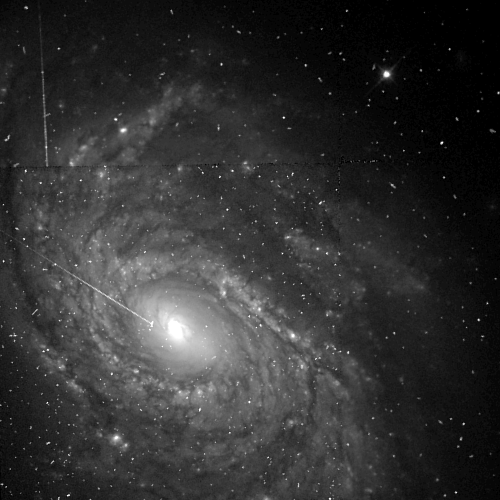
NGC 1667 par le télescope spatial Hubble

NGC 1667 est une galaxie spirale intermédiaire (barrée ?) située dans la constellation de l'Éridan. NGC 1667 a été découverte par l'astronome français Édouard Stephan en 1884. Cette galaxie a aussi été observée par l'astronome américain Lewis Swift le 22 octobre 1886 et elle a été ajoutée au New General Catalogue sous la cote NGC 1689.

## Caractéristiques
NGC 1667 est une galaxie active de type Seyfert 2 et elle présente une large raie HI. C'est aussi une galaxie lumineuse dans l'infrarouge (LIRG). Dans la  bande K infrarouge, NGC 1667 présente une barre centrale de 7,5 secondes d'arc dont l'ellipticité maximale est de 0,40. L'angle de position de celle-ci est de 9°.

### Distance
Sa vitesse par rapport au fond diffus cosmologique est de 4 542 ± 4 km/s, ce qui correspond à une distance de Hubble de 67,0 ± 4,7 Mpc (∼219 millions d'al).
À ce jour, huit mesures non basées sur le décalage vers le rouge (redshift) donnent une distance de 45,362 ± 17,408 Mpc (∼148 millions d'al), ce qui est à l'intérieur des valeurs de la distance de Hubble. Notons cependant que c'est avec la valeur moyenne des mesures indépendantes, lorsqu'elles existent, que la base de données NASA/IPAC calcule le diamètre d'une galaxie et qu'en conséquence le diamètre de NGC 1667 pourrait être d'environ 36,3 kpc (∼118 000 al) si on utilisait la distance de Hubble pour le calculer.

## Trou noir supermassif
Selon les auteurs d'un article publié en 2002, la masse du trou noir central de NGC 1667 est de 7,59 x 107{\displaystyle M_{\odot }} (107,88{\displaystyle M_{\odot }}).  
Selon un article publié en 2006 et basé sur les mesures de luminosité de la bande K de l'infrarouge proche du bulbe de NGC 3227, on obtient une valeur de 107,8 {\displaystyle M_{\odot }} (63 millions de masses solaires) pour le trou noir supermassif qui s'y trouve.
Une étude  réalisée en 2007  auprès de 90 galaxies de type Seyfert 2 utilisant la dispersion des vitesses a permis d'estimer la masse des trous noirs supermassifs centraux de celles-ci. Pour NGC 1667, la masse du trou noir est égale à 76 × 106 {\displaystyle M_{\odot }} (107,88).
Selon une autre étude publiée en 2009 et basée sur la vitesse interne de la galaxie mesurée par le télescope spatial Hubble, la masse du trou noir supermassif au centre de NGC 1667 serait comprise entre 100 et 290 millions de {\displaystyle M_{\odot }}.
Selon un autre article publié en 2012,  plusieurs études de la dispersion des vitesses dans la région centrale ont permis d'estimer sa masse à 7,59 × 107 {\displaystyle M_{\odot }} (107,88).
Selon les auteurs d'un article publié en 2012, la connaissance de la masse d'un trou noir central et du taux d'accrétion par celui-ci permet d'estimer le taux de formation d'étoiles dans la région centrale des galaxies de type Seyfert. Ce taux pour NGC 1667 serait à l'intérieur et à l'extérieur d'un rayon de 1 kpc respectivement de 0,54 {\displaystyle M_{\odot }}/an  et de 7,8 {\displaystyle M_{\odot }}/an
.

## Supernova
La supernova SN 1986N a été découverte dans NGC 1667 le 11 décembre 1986 par l'astrophysicien Carlton R. Pennypacker de l'université de Californie à Berkeley. Cette supernova était de type Ia.

## Groupe de NGC 1667
NGC 1667 est la galaxie la plus brillante d'un groupe de galaxies qui porte son nom. Outre NGC 1667, le groupe de NGC 1667 comprend au moins huit autres galaxies : NGC 1645, NGC 1659, IC 387, IC 2097, IC 2101, MCG -1-13-12, PGC 15779 et PGC 16061.